# Svetlana Matveeva
Svetlana Matveeva é uma jogadora de xadrez da Rússia com diversas participações na Olimpíada de xadrez de 1994 a 2002. Em 1992, ela defendeu o Quirguistão em Manila 1992 e a partir de 1994, a Rússia. Svetlana conquistou duas medalhas de bronze por equipes em Yerevan 1996 e Istambul 2000, duas medalhas de prata por equipes em Elista 1998 e Bled 2002, além de uma medalha de bronze individual no segundo tabuleiro. No Campeonato Europeu por Equipes de Xadrez, conquistou uma medalha de bronze e duas de ouro (individual e por performance) em 2003.